# Modibo Keïta (1942–2021)
Modibo Keïta (ur. 31 lipca 1942 w Koulikoro, zm. 2 stycznia 2021 w Bamako) – malijski polityk, od 18 marca do 9 czerwca 2002 i ponownie od 9 stycznia 2015 do 10 kwietnia 2017 premier Mali. 
Urodził się w 1942 w Koulikoro. W 1987 piastował funkcję ministra spraw zagranicznych i współpracy z zagranicą. Po raz pierwszy był premierem przez trzy miesiące wiosną 2002, był wówczas ostatnim kandydatem wskazanym przez ówczesnego prezydenta Alpha Oumara Konaré. W 2014 został wysłany na północ kraju, aby rozmawiał z islamskimi terrorystami, którzy przejęli kontrolę nad tym terenem. 8 stycznia 2015 został wskazany przez prezydenta Ibrahima Boubacara Keïtę jako nowy premier w zastępstwie Moussa Mary, który zrezygnował ze stanowiska. Obowiązki zaczął wypełniać następnego dnia. Urząd premiera zajmował do 10 kwietnia 2017.